# Petit Luxembourg

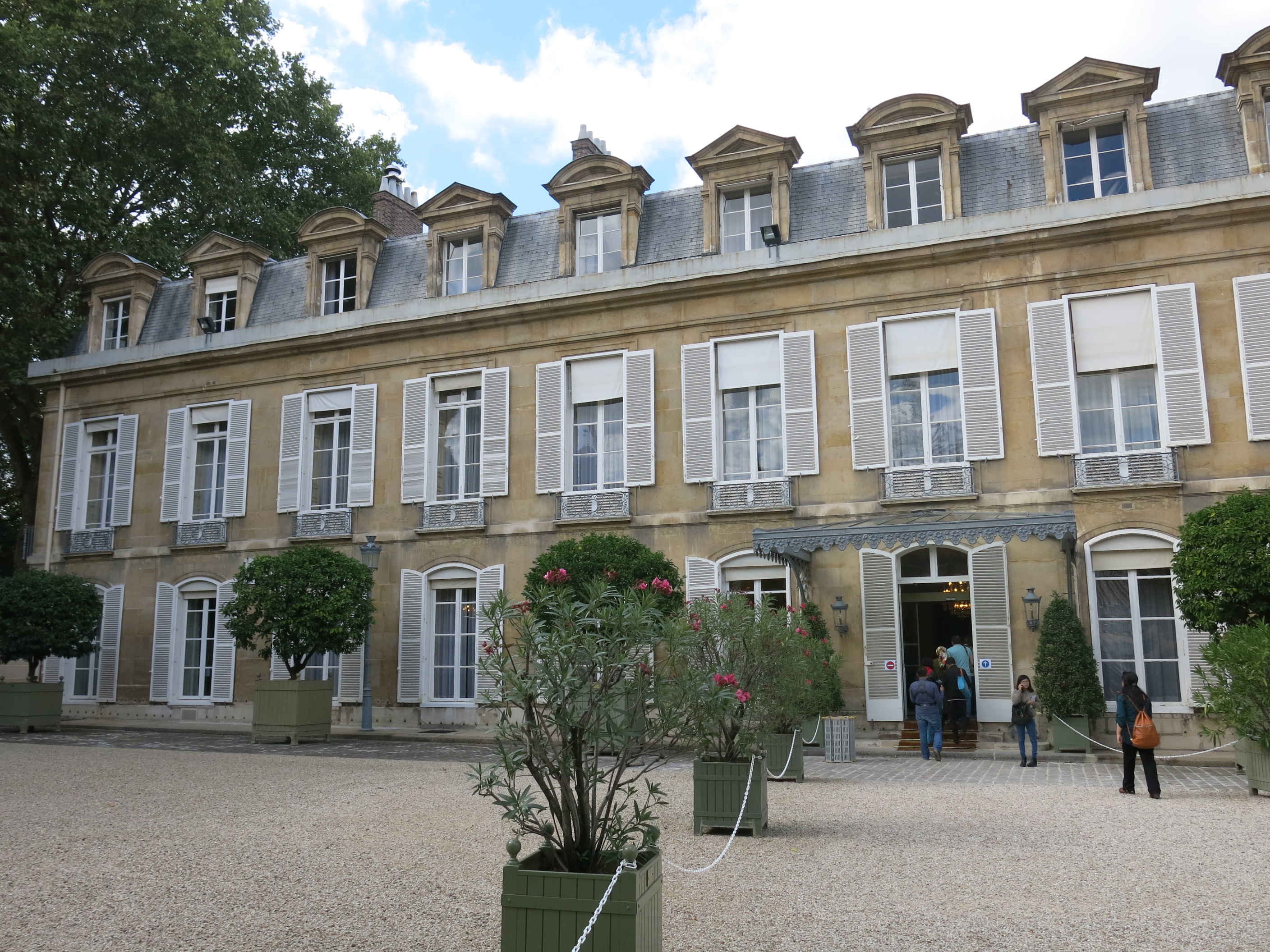
Westgebäude des Petit Luxembourg

Das Petit Luxembourg oder Hôtel de la Présidence ist seit 1825 die Residenz des Präsidenten des französischen Senats. Es befindet sich im 6. Arrondissement von Paris und grenzt an das Palais du Luxembourg, den Sitz des Senats, westlich von diesem in der Rue de Vaugirard.

## Geschichte

### Vom Ancien Régime zum Kaiserreich
Dieses Hôtel particulier wurde Mitte des 16. Jahrhunderts erbaut. Einige Jahre später, 1570, wurde es von François de Luxembourg, Duc de Piney und Pair de France, erworben, der ihm auch seinen Namen gab.
1612 wurden das Hotel und die umliegenden Grundstücke von der Regentin Maria de’ Medici gekauft. Sie ließ auf dem Grundstück ein neues Palais errichten. Der Name Palais du Luxembourg blieb beiden Gebäuden erhalten, doch das ehemalige Hôtel wurde Petit Luxembourg genannt, um es vom benachbarten großen Palais zu unterscheiden, das damals Grand Luxembourg und heute Palais du Luxembourg genannt wird.
1627 übergab Maria de Medici das Hotel an Kardinal Richelieu, der damals ihr Schützling war. An der Journée des dupes, dem 10. November 1630, gelang es Richelieu, durch einen Hintereingang zwischen dem Kleinen und dem Großen Luxemburg, dessen Türen Maria de’ Medici hatte verriegeln lassen, Zugang zum kranken König Ludwig XIII. zu erlangen.

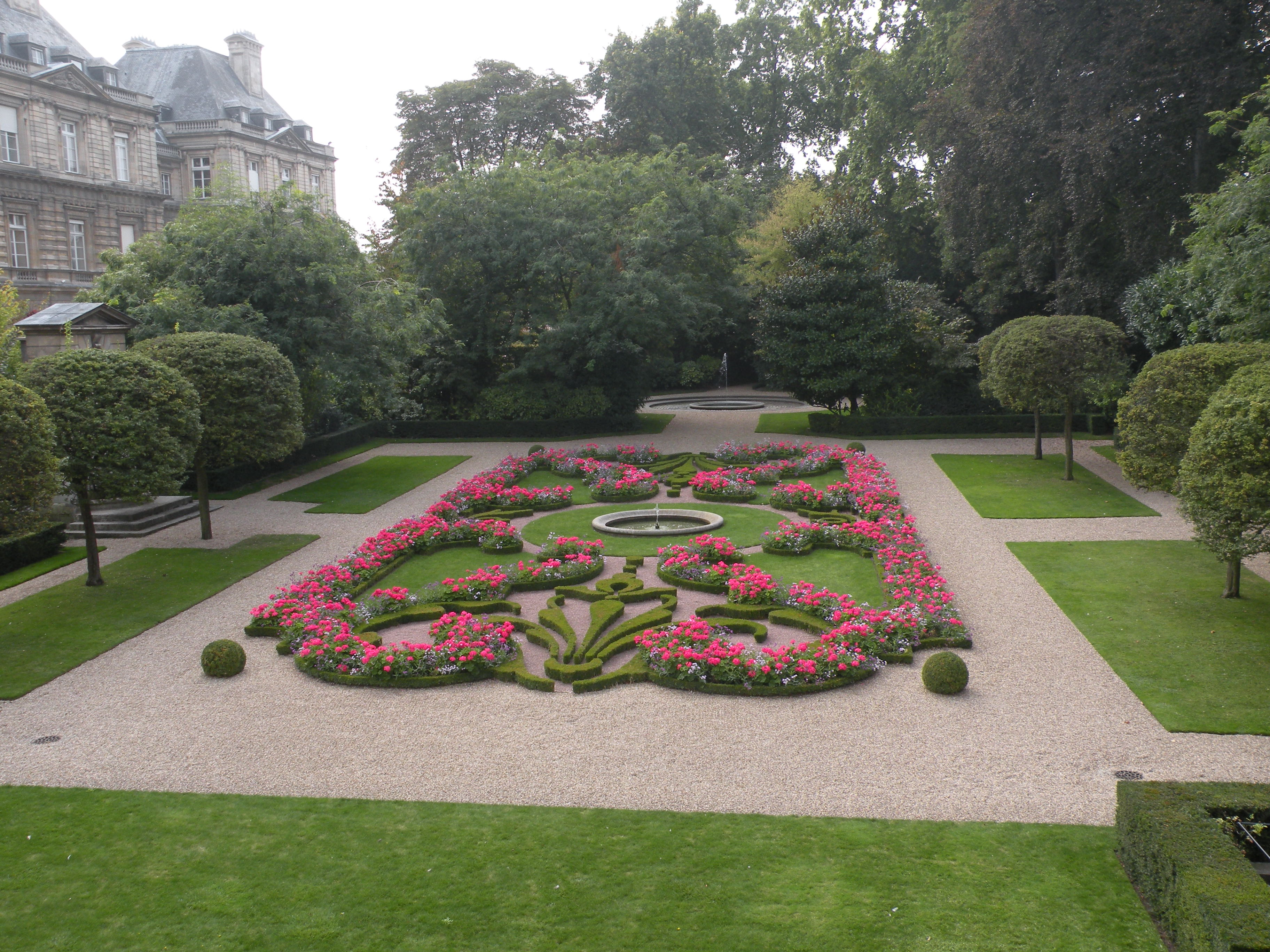
Der Garten des Petit Luxembourg

Der Kardinal vererbte das Petit Luxembourg 1639 an seine Nichte Marie-Madeleine de Vignerot, Duchesse d‘Aiguillon. Louis II. de Bourbon-Condé erbte es 1674, nach ihm sein Sohn Henri Jules de Bourbon-Condé. Dessen Witwe, Anna Henriette von Pfalz-Simmern, ließ das Hotel zwischen 1709 und 1716 von Germain Boffrand erweitern und neu dekorieren.
Der Architekt verdoppelte die Fläche des Hotels, indem er einen neuen Flügel im Westen errichtete. Darin befanden sich unter anderem ein Säulenvorraum, der zu einer monumentalen Treppe (der heutigen Boffrand-Treppe) führt, die mit Spiegeln verziert war, was für die damalige Zeit eine Neuheit darstellte, und im Obergeschoss das reich verzierte Paradeappartement, das aus einer Reihe von Salons (den heutigen Boffrand-Salons) bestand. Im Jahr 1729 gründete Louis de Bourbon-Condé hier die Académie du Petit Luxembourg, die Gelehrte und Künstler zusammenbrachte.
Der Comte de Provence, Bruder von König Ludwig XVI. und spätere Ludwig XVIII. ließ sich im Petit Luxembourg nieder, bevor er ins Exil floh. 1795 wurde es dem Direktorium zugeteilt und vier der fünf Direktoren ließen sich dort nieder, darunter Emmanuel Joseph Sieyès, der dort den Staatsstreich des 18. Brumaire VIII vorbereitete, und Lazare Carnot, dessen Sohn Sadi 1796 dort geboren wurde. Zwei Tage nach dem Staatsstreich ließen sich der neue Erste Konsul Napoleon Bonaparte und seine Frau Joséphine de Beauharnais dort nieder.
Im Petit Luxembourg wurde die Constitution du 22 frimaire an VIII verfasst und konstituierten sich am 25. Dezember 1799 die drei Konsuln als Regierung. Der konservative Senat tagte hier von 1800 bis 1804, bevor er in das benachbarte Grand Luxembourg umzog.

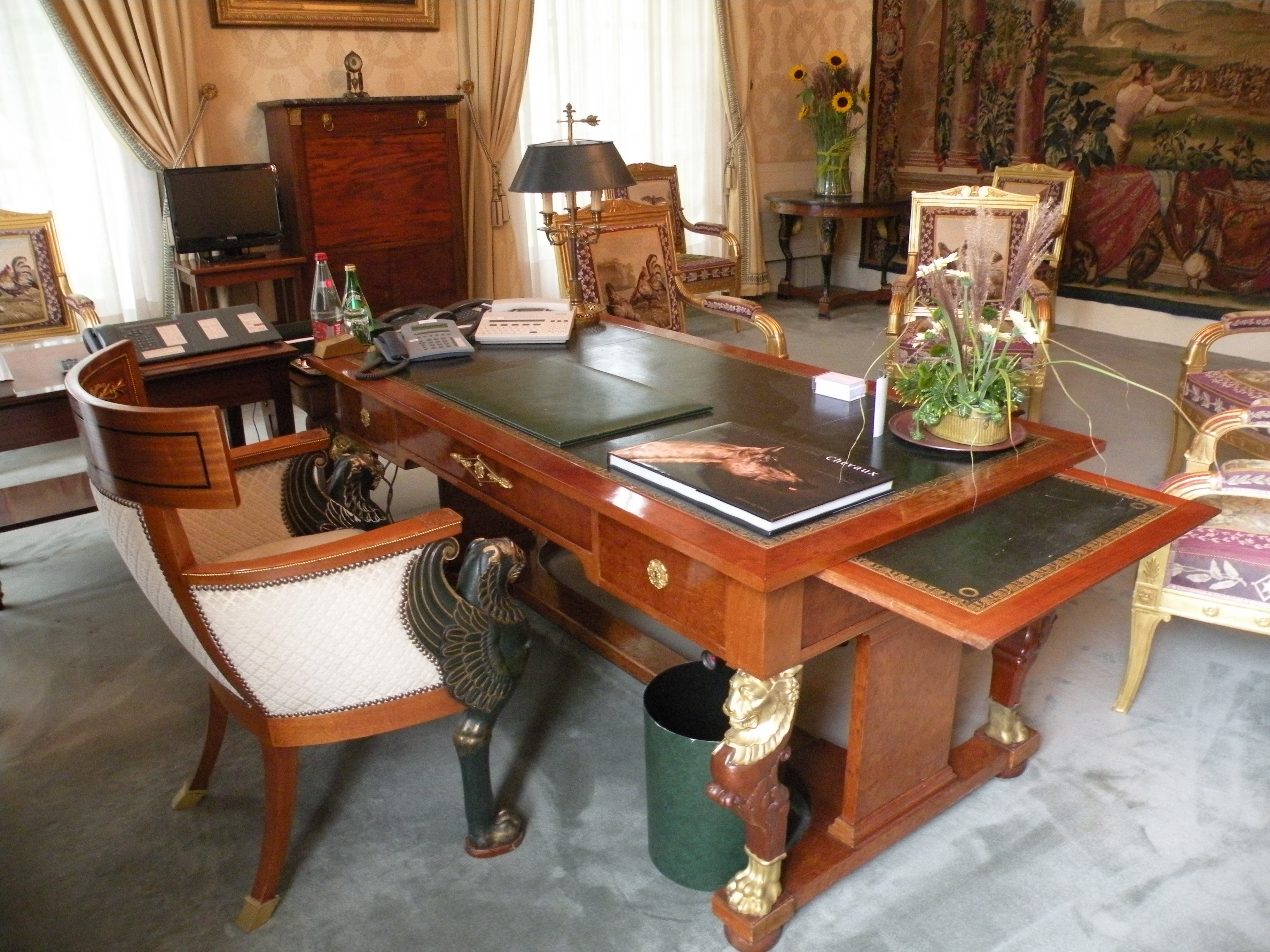
Der Schreibtisch des Senatspräsidenten

### Residenz des Präsidenten der Haute Assemblée
Der Staat erwarb das Gebäude 1825, um es als Wohnsitz des Präsidenten der Chambre des Pairs zu nutzen. Außerhalb der Revolutions- und Kriegszeiten ist es seitdem der Wohnsitz des Präsidenten der Haute Assemblée geblieben. Heute ist der rechte Flügel – auch Hôtel de la Présidence genannt – der offizielle Wohnsitz des Senatspräsidenten, in dem sich sein Büro, die Büros seiner Mitarbeiter, die offiziellen Salons und die Privatgemächer des Präsidenten befinden.
Dort befindet sich eine geweihte Kapelle, die reich verzierte sogenannte Kapelle Maria de‘ Medicis.

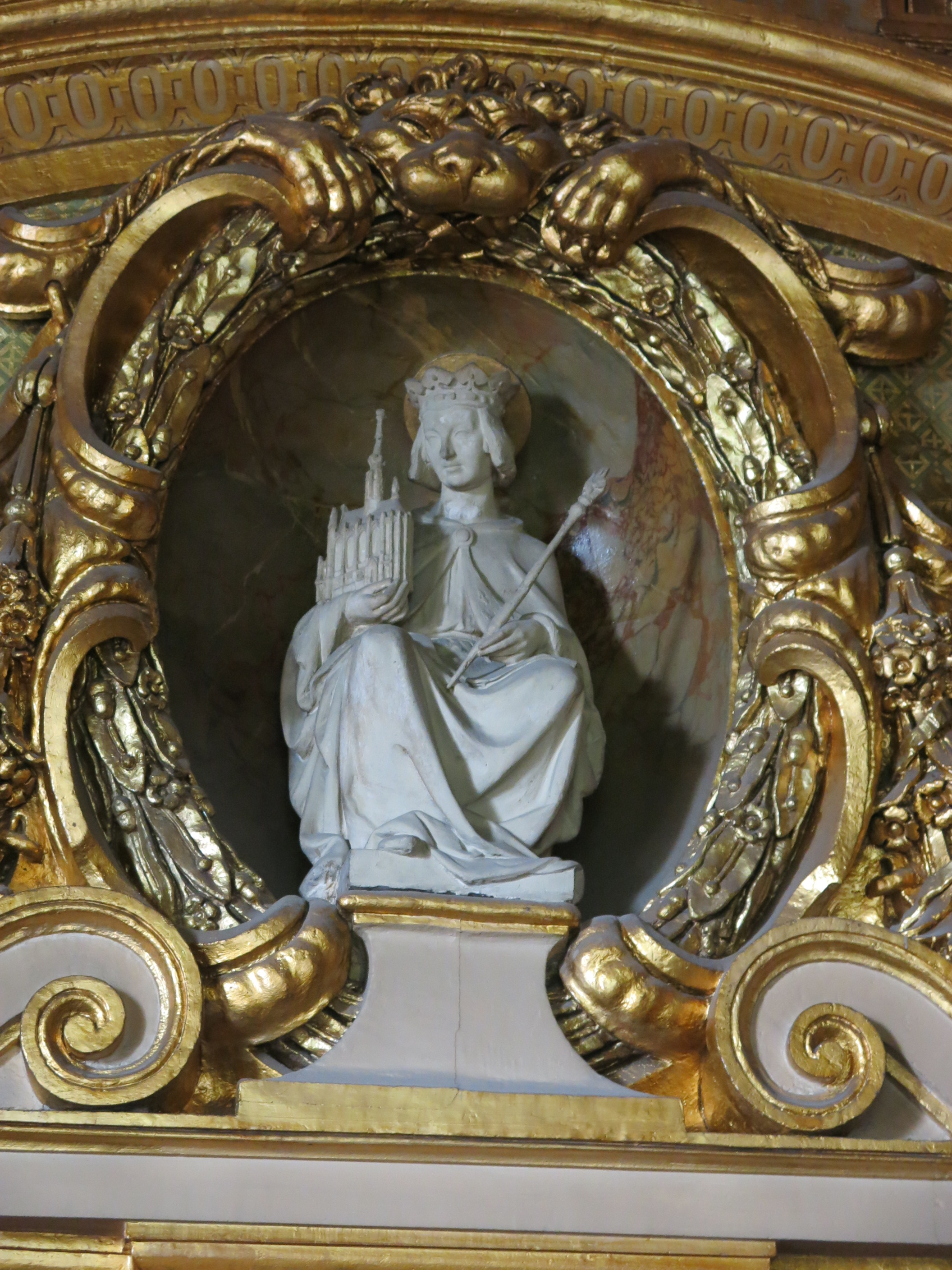
Die Statue Ludwigs des Heiligen
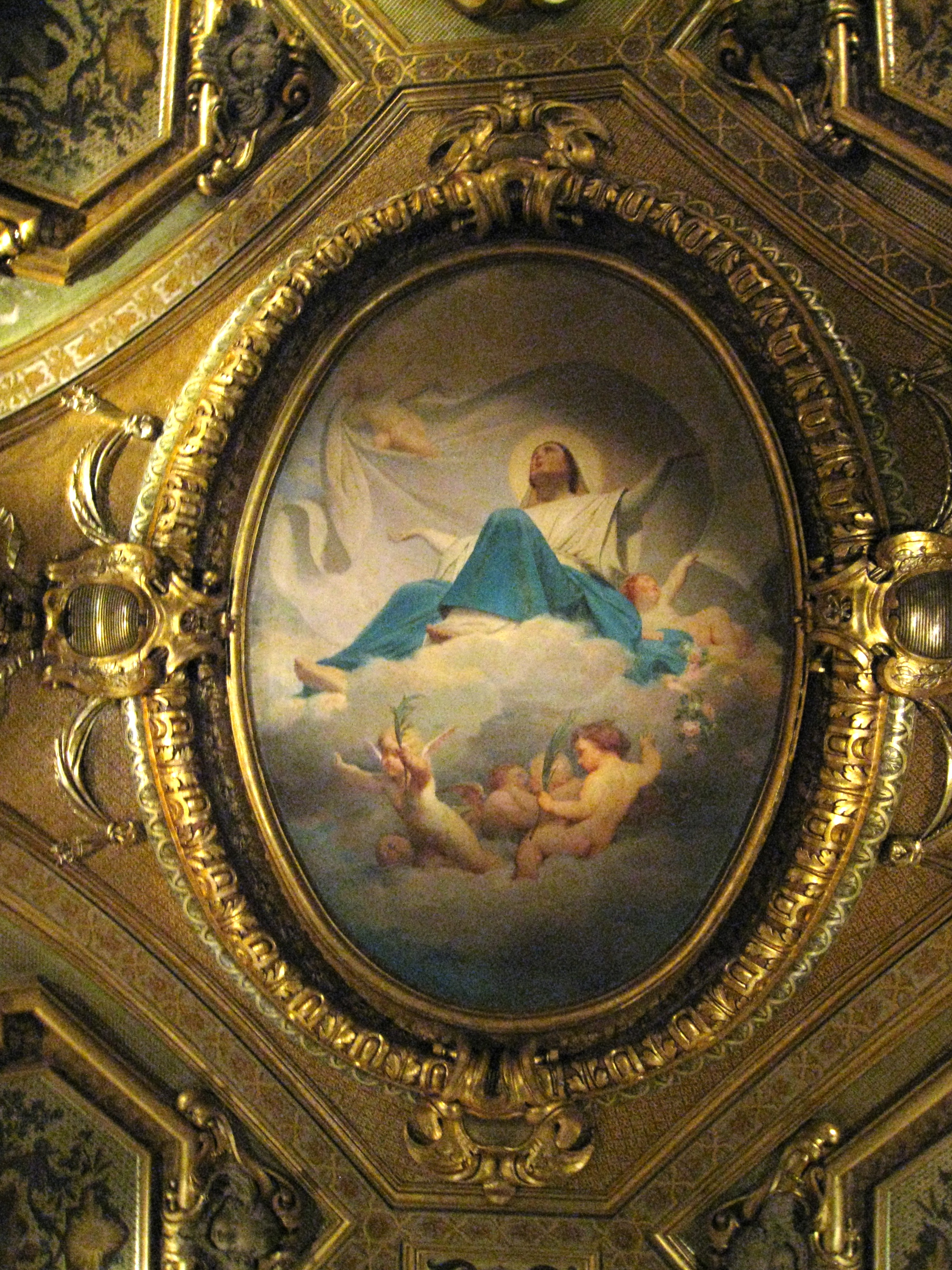
Die Decke der Kapelle
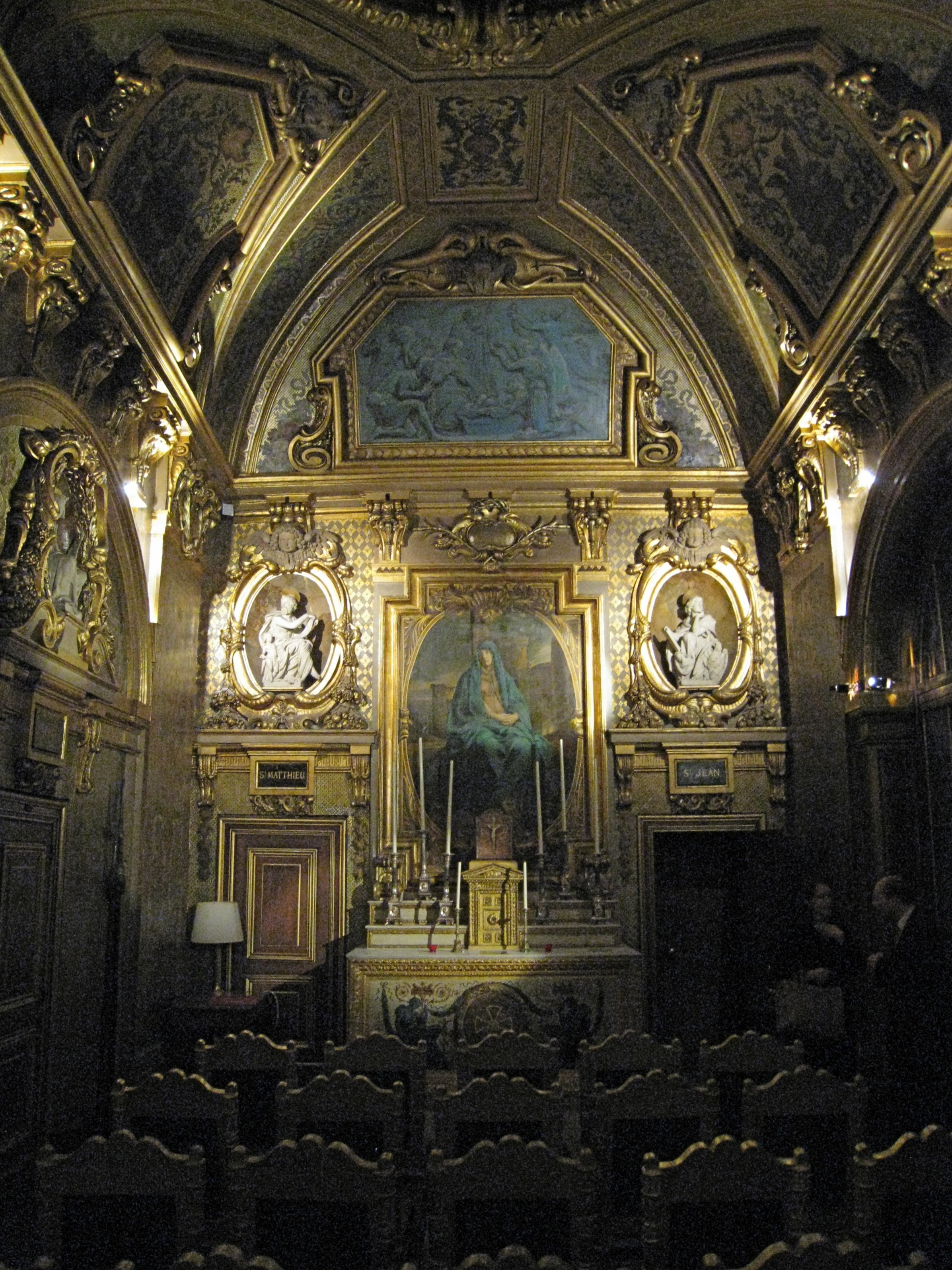
Der Altar der Kapelle.

Die Kapelle war früher der Ort, an dem eine Messe abgehalten wurde, bei der der Senatspräsident und seine Familie anwesend waren. Mit Erlass vom 24. März 1848 wurde sie als Monument historique klassifiziert.
Im linken Flügel, den sogenannten Salons de Boffrand, befinden sich Restauranträume und Salons, die für Empfänge und Kolloquien genutzt werden, die vom Präsidenten, aber auch von anderen Senatoren veranstaltet werden. Ausländische Persönlichkeiten, die vom Senatspräsidenten eingeladen werden, werden in der Regel im Petit Luxembourg empfangen. Die Privatwohnungen befinden sich im Obergeschoss.
1940 wurde das Palais vom Generalstab der Luftwaffe-West besetzt, dessen Generäle Erhard Milch und später Hugo Sperrle im Petit Luxembourg untergebracht werden. Das Palais wurde umgebaut, ebenso wie das Hotel de la Présidence. Im Präsidialhotel wurden Komfortmaßnahmen durchgeführt (Warmwasser, Vergrößerung der Küchen, Badezimmer im Erdgeschoss, Bartresen, elektrischer Speiseaufzug, Brotbackofen und eine private Terrasse im Gartengeschoss). Außerdem wurde der vor dem Krieg (1937) in den Gärten der Présidence errichtete Schutzraum für die Zivilverteidigung modernisiert.
Im Jahr 2006 wurden die Türen des Petit Luxembourg zum ersten Mal in der Fünften Republik für eine Fernsehkamera geöffnet: der damalige Senatspräsident, Christian Poncelet, hatte für eine Sendung eine Führung durch die Privatgemächer erlaubt. Seitdem kann das Pertit Luxembourg während der Tage des offenen Denkmals besichtigt werden.